# Directive européenne sur les droits des patients
La directive européenne sur les droits des patients (n°2011/24/UE du 9 mars 2011) concerne les soins de santé transfrontaliers et vise à garantir la mobilité des patients et la libre prestation de services de santé. Elle est applicable dans les États membres de l’Union européenne depuis le 25 octobre 2013, et dans les États de l’Espace Économique Européen (Islande, Liechtenstein et Norvège) depuis le 1er août 2015. Cette directive ne s’applique pas en Suisse.

## Contenu
Le patient dispose du libre choix de son prestataire de soins ou de l’établissement de santé (dans le secteur privé comme dans le secteur public).
Le patient est remboursé par l’État d’affiliation à condition que les soins fassent partie des prestations couvertes dans cet État. Dans ce cas, le remboursement s’effectue au moins à hauteur de ce qui est prévu pour des soins identiques dans son pays de résidence.
Les prescriptions transfrontalières concernant les médicaments et les dispositifs médicaux sont reconnus. La qualité du suivi médical du pays d’origine du patient doit être égale, quel que soit le pays de l’Union Européenne où les soins ont été dispensés.
La directive encourage la création d’un « point de contact national » permettant aux patients de s’informer sur leurs droits concernant les conditions d’accès aux soins et de remboursement. En France, le Cleiss (Centre des Liaisons Européennes et Internationales de Sécurité Sociale) est un « point de contact ».
Elle vise également le renforcement de la continuité des soins et l’accès à des soins de qualité grâce à la mise en place d’un réseau des autorités nationales responsables de la « santé en ligne ».
Le développement des moyens de diagnostiquer et traiter les maladies rares encourageant les États membres à collaborer dans le traitement de ces maladies.
La directive doit aussi favoriser la mobilité de l’expertise en Europe et l’accès à des soins spécialisés grâce à la concentration des ressources disponibles.
Enfin, elle doit faciliter la coopération entre les autorités nationales grâce à la création d’un réseau des organes responsables de l’évaluation des technologies de la santé.

## Personnes concernées
La directive concerne tous les citoyens de l’Union européenne et les résidents ressortissants d’États tiers sous certaines conditions.

## Soins concernés
La directive concerne les soins médicaux dispensés et prescrits par un État membre autre que l’État d’affiliation. Elle concerne également la fourniture de médicaments et dispositifs médicaux dans le cadre d’un service de santé.
Un patient doit avoir accès à des soins dont la qualité est au moins égale à celle des soins dispensés dans son État d’affiliation. Par exemple, il a la possibilité de consulter un médecin et d’être pris en charge dans les mêmes conditions que dans son État d’affiliation.
Concernant les soins programmés, la directive exige une autorisation préalable de la caisse de sécurité sociale. Cette autorisation peut s’appliquer aux soins impliquant une hospitalisation d’au moins une nuit, de même que les soins nécessitant l’utilisation d’équipements lourds (IRM par exemple). Néanmoins, les soins ambulatoires comme les soins dentaires ou la consultation d’un médecin généraliste, ne peuvent bénéficier d’une autorisation préalable.
La directive exclut de son champ d’application :
- Les soins de longue durée, c’est-à-dire les services « d’aide à la personne »[3];
- Le don d’organes[3];
- Les programmes de vaccination publique[3].